# Смирнова, Нина Васильевна (спортсменка)
Нина Васильевна Смирнова (1920, Новгородский уезд, Новгородская губерния — 2014) — советская спортсменка (гребля на байдарках, лыжные гонки) и тренер. Заслуженный тренер СССР, Мастер спорта СССР.

## Биография
Родилась в 1920 году в деревне Червинская Лука Новгородской губернии. В юношеском возрасте начала участвовать в лыжных гонках. Выступала за ленинградское ДСО «Спартак».
Серебряный призёр чемпионата РСФСР по лыжным гонкам (1948) на дистанциях 5 и 10 км. Чемпионка СССР по лыжным гонкам (1951) в эстафете 4х5 км.
Также занималась греблей на байдарках и каноэ. Чемпионка СССР (1954) в гребле на байдарке-двойке.
В 1951 году выполнила норматив на звание мастера спорта СССР.
Занималась тренерской деятельностью. Тренер гребного клуба ДСО «Спартак» в 1950—1975 гг. Тренер ДСО «Динамо» по лыжным гонкам в 1975—1985 гг. Тренер женской и мужской сборных СССР по гребле в 1956—1960 гг.
Подготовила множество выдающихся спортсменов. Среди её подопечных — олимпийские чемпионы и победители чемпионатов Европы по гребле Е. Дементьева, Л. Безрукова, С. Климов, В. Наумов.
За свои успехи в работе со спортсменами в 1957 году была удостоена почётного звания «Заслуженный тренер СССР».
Похоронена на Северном кладбище Санкт-Петербурга.

### Семья
Супруг — Н. Н. Смирнов, спортсмен и тренер по гребле на байдарках и каноэ, Заслуженный тренер СССР.